# Clethrionomys rex
Clethrionomys rex är en gnagare i släktet skogssorkar som förekommer i nordöstra Asien. Över flera år antogs att populationen är identisk med gråsiding (Clethrionomys rufocanus) och sedan 1998 godkänns den som art på grund av tydliga genetiska skillnader.
Arten har i princip samma utseende som gråsiding. Den tydligaste skillnaden finns i konstruktionen av den tredje molaren i överkäken. Tanden har hos Clethrionomys rex på insidan och utsidan tre tydliga inskärningar. Hos gråsiding finns bara två skåror på varje sida. Kroppslängden (huvud och bål) är 11,2 till 14,9 cm, svansen är 4,4 till 6,8 cm lång och vikten varierar mellan 33 och 76,5 g. Antalet spenar på bröstet är två par och vid ljumsken förekommer ytterligare två par.
Denna gnagare förekommer i norra Japan (Hokkaido), på den ryska halvön Sachalin, på södra Kurilerna och på några mindre öar i regionen. Habitatet utgörs av bergsskogar, barrskogar, buskskogar och gräsmarker. Clethrionomys rex besöker även jordbruksmark som tillfällig inte brukas.
Födan utgörs främst av frön och bär som kompletteras med insekter. Vid matbrist under kalla årstider äts även bark. Djuret bygger klotrunda bon av gräs, bambu eller liknande växter. Boet har en diameter av 20 till 25 cm. Hos Clethrionomys rex förekommer 2 till 4 kullar per år och per kull föds oftast 8 eller 9 ungar. Allmänt varierar antalet ungar per kull mellan 4 och 11.
I områden där arten delar reviret med gråsiding är gråsiding dominant. IUCN listar Clethrionomys rex som livskraftig (LC).